# Iron Junction
Iron Junction és una població dels Estats Units a l'estat de Minnesota. Segons el cens del 2000 tenia 93 habitants.

## Demografia
Segons el cens del 2000, Iron Junction tenia 93 habitants, 44 habitatges, i 31 famílies. La densitat de població era de 46 habitants per km².
Dels 44 habitatges en un 20,5% hi vivien nens de menys de 18 anys, en un 61,4% hi vivien parelles casades, en un 2,3% dones solteres, i en un 29,5% no eren unitats familiars. En el 25% dels habitatges hi vivien persones soles el 9,1% de les quals corresponia a persones de 65 anys o més que vivien soles. El nombre mitjà de persones vivint en cada habitatge era de 2,11 i el nombre mitjà de persones que vivien en cada família era de 2,52.
Per edats la població es repartia de la següent manera: un 14% tenia menys de 18 anys, un 5,4% entre 18 i 24, un 26,9% entre 25 i 44, un 30,1% de 45 a 60 i un 23,7% 65 anys o més.
L'edat mediana era de 47 anys. Per cada 100 dones de 18 o més anys hi havia 122,2 homes.
La renda mediana per habitatge era de 40.938 $ i la renda mediana per família de 45.625 $. Els homes tenien una renda mediana de 39.375 $ mentre que les dones 31.875 $. La renda per capita de la població era de 21.751 $. Cap de les famílies estaven per davall del llindar de pobresa.

## Poblacions més properes
El següent diagrama mostra les poblacions més properes.